# Chriodes incarinatus
Chriodes incarinatus là một loài tò vò trong họ Ichneumonidae.